# Знам'янка (зупинний пункт)
Знам'янка (біл. Знаменка) — пасажирський залізничний зупинний пункт Берестейського відділення Білоруської залізниці на неелектрифікованій лінії Берестя-Південний — Влодава між зупинними пунктами Кодень та Збунін. Розташований в селі Знам'янка Берестейського району Берестейської області.